# Flúor-18
Flúor-18 (18F) é um radioisótopo de flúor, que é uma importante fonte de pósitrons . Tem uma massa de 18.0009380 (6) u e a sua meia-vida é 109,771 (20) minutos. Decai por emissão de positrões gerando o oxigênio-18. É produzido com o uso de um ciclotron ou acelerador de partículas linear para bombardear o isótopo 18O com prótons.
O flúor-18 é muito utilizado pela indústria na síntese de radiofármacos, usado principalmente na obtenção da Fluorodesoxiglicose (FDG) para uso em tomografias por emissão de pósitrons (PET). Sua importância se deve tanto a sua meia-vida curta e a fácil emissão de pósitrons, quando em decomposição.
Para síntese da FDG, se substitui um grupo oxidrila do composto pelo isótopo radioativo, devido à semelhantes propriedades eletrostáticas. Isto pode, contudo, ser problemático em determinadas aplicações devido a possíveis alterações na polaridade molecular, uma vez que o flúor apresenta uma elevada eletronegatividade.
Na indústria radiofarmacêutica, o flúor-18 é produzido usando-se aceleradores de partículas, tipicamente ciclotron ou acelerador linear, para bombardear um alvo, geralmente água pura ou enriquecida com oxigênio-18 com prótons de alta energia (tipicamente  18 MeV). O flúor produzido está na forma de uma solução aquosa de fluoreto F-18, que é então utilizada em uma síntese química rápida do radiofármaco. A molécula orgânica farmacêutica de oxigênio-18 não é feita antes da produção do radiofármaco, uma vez que os prótons de alta energia destroem essas moléculas. Os radiofármacos que utilizam flúor devem, portanto, ser sintetizados após a produção do flúor-18.

## Ver Também
- Flúor
- Isótopos